# 6 frimaire
6 brumaire 6 nivôse
Le sextidi 6 frimaire, officiellement dénommé jour de la mâche, est le 66e jour de l'année du calendrier républicain.
C'était généralement le 26e jour du mois de novembre dans le calendrier grégorien.